# Johann Gutenberg
Johann Gutenberg (født 1394, død 3. februar 1468), født Johannes Gensfleisch zur Laden zum Gutenberg i Mainz, Tyskland. Gutenberg var bogtrykker og opfandt brugen af løse bogstavtyper som, støbt i bly, kunne omstøbes eller genbruges ved trykningen af nye udgivelser af bøger. Forinden brugte man i  bogtrykkerkunsten i den vestlige verden at udskære bogstaverne i træ til hele bogsider, mens man i Kina allerede havde tryk med lertyper i 1200-tallet i Kina.
Anvendelsen af løse bogstavtyper revolutionerede de eksisterende metoder til bogproduktion ved at billiggøre den og øge tempoet ved trykning af nyudgivelser. Gutenbergs bogtryk bredte sig hurtig i Europa og senere i hele verden, og betragtes som et nøgleelement i renæssancen. Som noget ganske særligt er hans hovedværk Gutenbergbibelen anerkendt for dens høje æstetiske og tekniske kvalitet.
Udover anvendelsen af bevægelige bogstaver er Gutenberg også kommet med mange andre bidrag til bogtrykkerkunsten, f.eks. udviklingen af en særlig effektiv legering af tin, bly og antimon, en olieholdig trykfarve og et håndstøbeinstrument. Derudover opfandt han trykpressen. Gutenbergs største fortjeneste ligger i, at han førte alle komponenter til en effektiv trykproces sammen, som for første gang muliggjorde en maskinel masseproduktion af bøger.
I 1997 blev Gutenbergs bogtryk valgt til en af det 2. årtusindes mest betydende opfindelser af det amerikanske blad Time-Life.
Man har kun lidt kendskab til Gutenbergs liv og virke, da kun få kilder er bevaret.

## Liv
Johann Gutenberg blev sandsynligvis født i Mainz i år 1400 som det tredje barn af patricier og købmand Friedrich (Friele) Gensfleisch og hans anden hustru Else Wirich og døde samme steds den 3. februar 1468. Da det ikke er muligt at fastlægge hans nøjagtige fødselstidspunkt fastlagde Det Internationale Gutenberg-Selskab i Mainz i slutningen af det 19. århundrede hans fødselsår til 1400 og kunne dermed fejre hans 500 år fødselsdag i år 1900. Navnet zur Gutenberg blev først føjet til af familien i 1420'erne. Som det var almindeligt blandt velhavende familier på den tid tog de navn efter deres ejendom "zu Laden, zu Gutenberg".
I 1411 var der en opstand mod patricierne, og mere end hundrede familier var tvunget til at forlade Mainz. Det formodes, at Gutenberg-familien flyttede til Eltville am Rhein (Alta Villa), hvor Johann Gutenbergs moder havde arvet en ejendom.
Det er sandsynligt, at Johann Gutenberg som søn af en velhavende familie har gået på en latinskole. Familien havde tætte forbindelser til kirken Stift St. Viktor vor Mainz, og Gutenberg trådte senere ind i St. Viktor broderskabet. Med viden om hans senere gøremål kan man formode, at Gutenberg har læst på universitetet. På Universitet i Erfurt findes i matrikelbogen en optegnelse om en Johannes de Alta Villa, der immatrikulerede i sommersemesteret 1418. Dette kunne være Johann Gutenberg, men det kan ikke siges med sikkerhed.
Et første dokument, som nævner Gutenberg ved navn, stammer fra 1420. Notatet fortæller om arvestridigheder mellem Gutenberg-søskende og en halvsøster efter Friele Gensfleisch død. Om udgangen på striden fortælles ikke, men kilden påviser, at Gutenberg på det tidspunkt var myndig (ældre end 14 år), da han ikke er repræsenteret af en formynder. Hvor han opholdt sig i 1420, og hvad han lavede på det tidspunkt, er ikke kendt. Gennem andre kilder ved man, at han ikke befandt sig i Mainz i 1429.
Fra 1434 til 1444 opholder Gutenberg sig i Strasbourg, hvor han havde familie på sin moders side. Det er gennem retsakterne fra den såkaldte Dritzehn-proces muligt at udlede noget om Gutenbergs forretnings- og håndværksmæssige virke. I 1437 tog han Andreas Dritzehn i lære, for at lære ham "polering af ædelstene". Samtidig etablerede han et finansieringsselskab med flere partnere til at forudbetale en ny teknisk metode. Han havde en kontraktlig aftale med foged Hans Riffe von Lichtenau om produktion af pilgrimssouvenirs. Sammen med Andreas Dritzehn skulle han fremstille pilgrimsspejle af en bly-tin legering til Aachen-pilgrimsfærden i 1439.
På grund af en pestepidemi fandt pilgrimsfærden imidlertid først sted i 1440. Andreas Dritzehn døde i 1439 før produktionen var færdig, og hans brødre forsøgte at sagsøge firmaet for at få en del af den investerede kapital tilbage. Af retsdokumenterne fremgår det, at et nyt projekt var under forberedelse med fremstilling af "aventur og kunst". Med datidens sprogbrug betyder "kunst" "håndværksmæssig kunnen". Johann Gutenberg, Hans Riffe, Andreas Dritzehn og Andreas Heilmann havde lavet en supplerende kontrakt om dette. I protokollen for vidneudsagn findes bl.a. udsagn om indkøb af bly og bygning af en presse. Dette kan være de første skridt til Gutenbergs senere udvikling. Fra 1441 til 1444 optræder Gutenberg flere gange på Strasbourgs skattelister. Derefter er hans opholdssted ukendt.
Gennem kilder ved man, at Gutenberg opholder sig i Mainz fra 1448. Han indgik en kreditaftale på 150 Gylden med sin fætter Arnold Gelthus. Formodentlig investerede Gutenberg de lånte penge i et trykkeværksted i Humbrechthof, der lå i Mainz' gamle bydel. Han søgte kontakt med flere lånere, f.eks. mainzerkøbmanden Johannes Fust. Han gav Gutenberg en rentefri kredit på 800 Gylden i 1449 og fik til gengæld pant i de for pengene anskaffede apparater.
Omkring 1450 var Gutenbergs eksperimenter så fremskredne, at han begyndte med sats og tryk af enkeltbladstryk og bøger. De tidligste tryk, som kan henføres til Gutenberg, kan opdeles i to grupper. Til den første gruppe tæller småtryk som ordbøger, små grammatikbøger, afladsbreve og kalendere. Til den anden gruppe hører latinske bibler.
I 1452 gav Fust et andet lån på 800 Gylden, for at kunne virkeliggøre hele Werck der Bucher. Det handlede sandsynligvis om udgivelsen af 42-linjers biblen. Et vigtigt dokument, der fortæller om dette forretningsmæssige forhold mellem Gutenberg og Fust og også enden på det, er notardokumentet af Ulrich Helmasperger fra 6. november 1455. Fust fremførte over for Gutenberg, at de penge, der udelukkende var møntet på trykning af en bibel, var blevet anvendt på andre trykkeopgaver. Retsstriden gik Gutenberg imod, og han måtte afhænde værkstedet og lageret af biblen. Fust førte med succes forretningen videre med Gutenbergs medarbejder Peter Schöffer (der var Fusts svigersøn), mens Gutenberg vendte tilbage til sit barndomshjem for at etablere et trykkeri på ny der.
Gutenberg levede til sin død i Algesheimer Hof i umiddelbar nærhed af hans barndomshjem i Mainz' gamle bydel. Ifølge en senere nekrolog af et familiemedlem, blev Gutenberg begravet i Mainz' Franciskanerkirke. Kirken blev imidlertid efter talrige ombygninger revet ned i det 18. århundrede og erstattet med en ny. Gutenbergs grav er derfor ikke mulig at identificere.
Ifølge Andreas Venzke og oplysninger fra Staats- und Universitätsbibliothek Göttingen er der kun følgende sikre viden om Gutenbergs opholdssteder:
| 1394–1405 (1408) | Gutenberg fødes i Mainz. |
| 1430             | Opholder sig i hvert fald i 1420 og 1427/28 i Mainz. |
| 1430             | Flytter fra Mainz. |
| 1434–1444        | Bor i (nærheden af) Strasbourg og leder forskellige forretninger, der også har med trykning at gøre. |
| 1448–1457        | Bor i Mainz, og grundlægger sin forretning og trykker bibelen. |
| 1455             | I Ulrich Helmaspergers notariat gives der vidnesbyrd om, at Fust låner Gutenberg en sum af 1.550 gylden til seks procent i rente. Lånet skulle altså tilbagebetales med renter (i alt 2.020 gylden) af Gutenberg til Fust. Efter en strid med Fust om anvendelsen af pengene måtte Gutenberg overgive trykværksted og den næsten færdige bibel til Fust. |
| 1465             | Adolf II. von Nassau, ærkebiskop af Mainz, udnævner Gutenberg med erklæring af 17. januar 1465 i den kurfyrstlige Burg zu Eltville til hofadelsmand og sender en ham en hofuniform, 2.180 liter korn og 2.000 liter vin. |
| 1468             | Gutenberg bisættes i Mainz. |

Der findes ingen overleverede autentiske portrætter af Gutenberg. Der er flere statuer af Gutenberg i Tyskland, hvoraf den kendteste er statuen i Mainz udført af Bertel Thorvaldsen.

## Trykkemetode
Gutenberg opfandt bogtrykket gennem forbedring og udvikling af allerede kendte reproduktions- og trykkemetoder (dvs. arbejdet med bloktryk, forme, trykplader eller stempler) til et samlet system. Kernen i Gutenbergs opfindelser var håndstøbeinstrumentet, hvorved typerne kunne støbes enkeltvis, hurtigere og finere, Trykpressen, og udviklingen af forbedrede trykfarver.

### Håndstøbeinstrumentet og fremstilling af typer
Det var nyt at fremstille typer gennem en replikaproces via støbning. Typerne bestod af en legering af tin, bly, Antimon og Bismuth. Gutenberg fremstillede hvert tegn i hårdt metal i en ophøjet spejlvendt form (en patrice), der så blev slået ind i kobber. Den i kobberet opståede fordybede form af typen dannede den negative form (en matrice), hvori man ved hjælp af håndstøbeinstrumentet hældte den flydende legering. Håndstøbeinstrumentet til fremstilling af tryktyperne var lavet af træ med to metalender. Den indsatte matrice blev holdt fast med en metalbøjle. Efter at legeringen var størknet blev typerne afkortet til samme længde og lagt i en sættekasse.

### Sats og tryk
Metaltyperne blev ved hjælp af en vinkelhage sat sammen til sætninger. En ligelig afstand mellem bogstaverne og sætningerne blev opnået ved at indsætte metalstykker i forskellige længder. Den ensartede marginjustering i Gutenbergbibelen skabtes gennem anvendelsen af forskellig bredde typer, ligatur og forkortelser. Der blev anvendt 290 forskellige typer ved trykningen af biblen.
Sætningerne, som var sat i vinkelhagen, blev til sidst sat sammen til en side eller en spalte. Denne sats blev påført trykfarve med en lille læderpose af hundeskind fyldt med hestehår formet som en lille bold. Derefter blev den lagt i pressen. Før trykningen fugtede man papiret, hvorved papirets porer åbnedes. Papirets porer optog ved trykningen så farven. Efter tørring lukkede porerne sig, og holdt dermed på farven. Det forberedte papir blev sat fast på pressens låg med nåle og blev beskyttet med en træramme for at forhindre, at der kom farve på steder uden tryk. Den indfarvede sats blev overført til papiret ved hjælp af tryk. Ved hjælp af nålene kunne tryk på bagsiden nøje afpasses tryk på forsiden, så trykket ikke stod forskudt i forhold til hinanden. Typerne på satsen kunne anvendes flere gange, idet de ikke tog skade ved trykket.

## Trykfarve
Den hidtidigt tyndtflydende trykfarve var velegnet til bloktryk af træ, men til blytyper udviklede Gutenberg en emulsion af linoliefernis og sod, der var tilstrækkeligt tyktflydende og tørrede hurtigere, hvilket muliggjorde tryk på begge sider af papiret. Fremstillingen af linoliefernissen krævede megen tid og opmærksomhed. Man anvendte et stykke brød, for at se om linolien ved fremstillingen havde den rette temperatur og dermed var blevet til linoliefernis. Når brødet var brunt og sprødt var processen færdig. I begyndelsen trykte man kun med sort tekst. Initialer i anden farve blev tilføjet efterfølgende i hånden.

## Trykpresse
Gutenbergs konstruktion af trykpressen var sandsynligvis en videreudvikling eller ombygning af en spindelpresse, som var kendt fra papir- og vinfremstilling. Ved at dreje på skruen flyttedes en metalplade samtidig nedad, som med en blok fordelte det opståede tryk ligeligt på underlaget. Underlaget var i en bevægelig ramme, som gav nem adgang til underlaget. I rammen fastgjorde man låget, som havde påsat det trykbare materiale.
Gutenberg trykte på denne måde og efter forlæg af en vulgata 42-linjers biblen. Gutenbergbibelen er fortsat et af trykkekunstens smukkeste resultater, hvilket bl.a. ses ved, at den efter 500 år fortsat ser ud som ved sin skabelse. Det hænger sammen med kvaliteten af papir og pergament, samt Gutenbergs omhyggelige arbejde ved satsen.

## Andre tryk end Gutenbergbibelen
I tidlige tryk (inkunabeltryk) findes ingen bogtrykkermærker eller angivelser i kolofonen, som bekræfter Gutenberg som trykker. Derfor er det også svært at rekonstruere hans produkter. Forskere udelukker, at der eksisterede andre bogtrykkerier i Mainz end de to fra hhv. Fust/Schöffer (som Gutenberg afleverede som følge af den tabte retssag) og Gutenbergs nye trykkeri. Forskere mener også, at der først opstod andre trykkerier i Tyskand fra omkring 1460. Og da Fust/Schöffers trykkeri for det meste påførte trykkeriets navn på det trykte, så må man formode, at øvrige tryk må stamme fra Gutenberg. Nedenfor nævnes nogle af disse tryk.

### Grammatikbøger
Disse tryk var primært tryk af den latinske grammatik "Ars minor" af Aelius Donatus (deraf det det tyske navn: Donat). Denne skolebog hørte allerede i håndskrifttiden til latinundervisningens standardværker. Som inkunabeltryk kunne de 28 sider hurtigt blive sat, trykt og afsat på grund af stor efterspørgsel. Man kan påvise 24 oplag frem til 1468, hvoraf der i dag kun findes fragmenter. Disse oplag er ikke identisk i satsen. Der findes således 26-, 27-, 28- og 30-linjer donater, som alle er trykt på pergament. Sats og tryk ser ved disse skolebøger ikke ud til at være helt modnet.

### Afladsbreve (1454/1455)
Afladsbreve var trykt på den ene side og de første oplag var på pergament. Efter købet skulle den troende blot skrive sit navn i et felt, og aflevere det ved næste skriftemål. Således ville hans synder blive tilgivet. Bogtrykningens muligheder for mangfoldiggørelse muliggjorde et stort oplag og en stor udbredelse af disse afladsbreve.

### Tyrkerkalender for året 1455
Dette flyveblad med overskriften Eyn manung der cristenheit widder die durken var et propagandaskrift, der skulle advare mod tyrkerne og opfordrede til et korstog. Kalenderen begyndte med den 1. januar 1455, og for hver måned blev gejstlige og verdslige herskere opfordret til modstand. Selvom teksten bestod af parvise rimvers, blev den sat i fortløbende sætninger.

### Tyrkerbulle
Pave Calixtus III opfordrede i en bulle af 29. juni 1455 til deltagelse i og støtte af et korstog fra den 1. maj 1456. De latinske og tyske udgaver af dette flyveblad blev produceret i perioden juni 1455 og april 1456. Et tysk fuldstændigt eksemplar (25 trykte sider) befinder sig i Statsbiblioteket i Berlin. Et latinsk eksemplar findes i Princeton, USA.

### Provinciale Romanum (1457)
Denne fortegnelse over alle ærkebiskopper og biskopper blev skrevet på latin. Ud fra de anvendte typers tilstand bliver trykket dateret til 1457, og omfanget anslås til 10 sider. Side 2 til 9 er bevaret og findes i dag i Kijev

### Åreladnings- og lavementskalender for året 1457
Denne tidstypiske medicinske rådgivning angav de bedste dage til åreladning og lavement. Uddrag af kalenderen blev fundet i Paris.

### Astronomisk kalender (1457)
Den astronomiske kalender tjeneste til opstilling og tydning af planetkonstellationer og horoskoper. På basis af vurdering af de anvendte typer dateres trykket til efter tyrkerbullen. Kalenderen bestod af seks sider, som først efter sammenklæbning fik sin fulde størrelse (67 cm x 72 cm).

## Gutenbergs betydning
Gutenbergs udviklinger førte til en tredje medierevolution. Gennem metoden med enkelttyper kunne man trykke hurtigere, billigere og i større mængder end tidligere. Trykprodukter blev hurtigt en del af hverdagen og afløste håndskrifter. Humanismen og reformationen blev ikke uvæsentligt påvirket af bogtrykningen og muliggjorde en stor udbredelse. Bogtrykningen bidrog også til øget læsefærdighed, idet tekster og dermed også uddannelse blev gjort tilgængelig for væsentlig flere mennesker.
Månekrateret Gutenberg er opkaldt efter ham.

## Ekstern henvisning
- Wikimedia Commons har flere filer relateret til Johann Gutenberg
- Oplysninger om Gutenberg, hans opfindelser, Gutenberg-museet mm. (på tysk og engelsk)